# Joachim Förste
Joachim Förste (* 18. Februar 1934 in Berlin) ist ein deutscher ehemaliger Hochschullehrer und Politiker (SPD) und war 1990 Abgeordneter der Berliner Stadtverordnetenversammlung.

## Leben
Joachim Förste absolvierte nach dem Abitur 1952 an der Pädagogischen Hochschule Potsdam ein Lehrerstudium mit Staatsexamen 1956 und wurde dort 1961 mit der Arbeit Ein Beitrag zur wellenmechanischen Theorie eines bewegten Elementarteilchens zum Dr.-Ing. promoviert. Er habilitierte sich 1966 an der TH Magdeburg über Berechnungsverfahren für die Absorption von Gasen durch Flüssigkeitsfilme und hatte dort ab 1970 eine Honorarprofessur inne.
Förste war seit 1957 Mitarbeiter im Zentralinstitut für Mathematik und Mechanik der Akademie der Wissenschaften der DDR. Als Folge der deutschen Wiedervereinigung kam er mit dessen Neugründung 1992 an das Weierstraß-Institut für Angewandte Analysis und Stochastik.